# Teresa Czyż
Teresa Maria Czyż (ur. 1 lipca 1938 w Poznaniu) – polska naukowiec, profesor zwyczajna, specjalista w zakresie geografii społeczno-ekonomicznej, przedstawicielka poznańskiej szkoły geograficznej.
Stopień magistra geografii utrzymała w 1960 roku, a dwa lata później rozpoczęła pracę na Uniwersytecie im. Adama Mickiewicza w Poznaniu. W 1970 roku obroniła pracę doktorską, której promotorem był Zbyszko Chojnicki. Od 1976 posiada stopień doktora habilitowanego, a od 1993 roku tytuł profesora zwyczajnego. W latach 1987–2011 była członkiem Komitetu Nauk Geograficznych Polskiej Akademii Nauk. Wchodziła również w skład Komitetu Przestrzennego Zagospodarowania Kraju Polskiej Akademii Nauk, Komitetu Badań Naukowych. Należy do Regional Studies Associaton.
Wypromowała pięcioro doktorów: Ewę Klebbę, Pawła Churskiego, Barbarę Konecką-Szydłowską, Michała Dolatę, Joannę Dominiak.
Od 2008 profesor emerytowany. 

## Odznaczenia i nagrody[1]
- Nagroda Ministra Nauki, Szkolnictwa Wyższego i Techniki – 1972, 1979
- Nagroda Sekretarza Naukowego PAN – 1980
- Nagroda Ministra Edukacji Naukowej – 1998
- Złoty Krzyż Zasługi
- Medal Komisji Edukacji Narodowej
- Palmae Universitatis Studiorum Posnaniensis - 2018[4]